# Luis Cámara Ciércoles
Luis Cámara Ciércoles (n. Zaragoza, España; 16 de septiembre de 1905 – Zaragoza; 16 de agosto de 1987) fue un barítono español famoso por la gran calidad y color de su voz que, si bien se acomodaba muy bien a la voz denominada como barítono dramático, su tesitura era tan amplia que abarcaba desde la zona grave con gran colocación hasta la emisión de agudos con estudiada facilidad, manteniendo el registro, sin aclaramientos tenoriles, y gustando recrearse en ellos, cuando el pasaje era propicio, conduciéndolos con proporcionado fiato de un sutil piano hacia un gran forte.

## Biografía y trayectoria
Con nueve años, ingresó en el Orfeón Zaragozano y, educado por el profesor Bernardino Ochoa, su voz fue adquiriendo el registro de barítono llegando a ser solista en la citada agrupación coral. El maestro Ochoa también descubrió para el mundo lírico a la gran soprano Maruja Vallojera, y ambos alumnos cantaron juntos, en varias ocasiones, la zarzuela «La Dolorosa», entre muchas otras.
Cámara actuó en decenas de zarzuelas, siendo asiduo del Teatro Principal de Zaragoza y de otros escenarios zaragozanos tales como los desaparecidos Iris, Parisiana, Circo, Fuenclara, Argensola y el Salón Blanco, formando parte de varias compañías profesionales como la Vallojera-Domingo, Sagi-Vela o maestro Puri.
Con la Compañía de Federico Moreno Torroba recorrió, en el año 1938, parte de la «España Nacional», de San Sebastián a Sevilla. Y en esta última ciudad, en el Teatro Lope de Vega, pusieron en escena, entre otros títulos, «Sor Navarra», del propio Moreno Torroba, uno de los más vitales y prolíficos cultivadores de zarzuelas del siglo XX, que compuso aproximadamente cincuenta títulos.
Durante esos años, alternó cartel con Plácido Domingo y lo compartió con la soprano Pepita Embil, que más tarde sería la esposa de éste y fruto del cual nació el considerado mejor tenor del siglo XX: Plácido Domingo Embil. Pero, pasado un tiempo, y ya casados, los Domingo marcharon a México y Cámara tuvo que rechazar la oferta de éstos por sus ineludibles responsabilidades familiares, uniéndose en matrimonio, el 25 de octubre de 1943, con Pilar Gazo Ochoa, llegando a tener cinco hijos, entre ellos, la mezzo-soprano Carmen Cámara, galardonada en varias ocasiones tanto de manera individual como con el Teatro Lírico de Zaragoza (1.er Premio Nacional de Zarzuela en la ciudad de Baracaldo en el año 1994), siendo su solista titular en todas las obras representadas.
El mismo año de su enlace, el año 1943, bajo el patrocinio de Educación y Descanso y con la colaboración de la Agrupación Artística Aragonesa, una sociedad cultural fundada en 1918 por un grupo de gentes aficionadas al arte teatral y lírico, creó la Compañía Conde-Cámara, presentándose con «La Tabernera del Puerto» en el Teatro Principal de Zaragoza. Posteriormente, en el verano de 1944, el citado cuadro artístico actuó en Extremadura y en la ciudad de Toro (Zamora). La denominación de dicha compañía (Conde-Cámara) deriva de los apellidos de sus creadores, el citado barítono y la tiple ligera, Corita Conde (posteriormente Corita López), que triunfó en los años 30 y 40 con las mejores compañías de zarzuela en los mejores teatros de España, quien se casó con otro cantante, Juan Viamonte, y tuvieron una hija, Corita Viamonte, famosa cantante y cupletista española, que siguió los pasos artísticos de sus padres desde la edad de tres años hasta la actualidad, que permanece en activo.
Ya en 1950, entró a formar parte de la Compañía Lírica Pablo Luna como barítono titular, con la que recorrió gran parte de la geografía aragonesa, con el didáctico propósito de acercar la zarzuela a múltiples localidades, alternando cartel con otros barítonos, como Alfredo Royo, y los compartía con María Teresa Paniagua, Pascual Albero, Severo Bailo y Dorita Bailo, Manuel Izquierdo, Francisco Costán, Ignacio de Tovar (Ignacio Moreno) y un largo etcétera de segundos cantantes y actores.
Sus dos últimas actuaciones como profesional fueron en el Teatro Circo en septiembre de 1953. El día 6 con «La Tabernera del Puerto», junto a la soprano Gloria Montón, el tenor Mariano Ibars, el bajo Ignacio de Tovar y José Borobia como director; y el día 7, como fin de fiesta, ofreciendo al público un festival lírico en el que participaron la casi totalidad de los componentes de la compañía Pablo Luna, momento en que Cámara se despide con la famosa «Canción del sembrador» (de la zarzuela "La Rosa del Azafrán"), con la que, a lo largo de su carrera, recibió multitud de ovaciones.
Alejado ya de los escenarios, en 1966, ingresó en la Coral Zaragoza, donde permaneció hasta los ochenta años cumplidos y, dos años más tarde, falleció víctima de un cáncer.

## Reconocimiento público
La crítica siempre estuvo de su lado. Del diario Heraldo de Aragón y de los desaparecidos La Voz de Aragón, El Noticiero y Amanecer son los siguientes comentarios a raíz de algunas de sus intervenciones: «Cámara es un barítono de preciosa voz...», «La Compañía Pablo Luna cuenta con muy buenos elementos como el barítono Luis Cámara...», «Luis Cámara fue el buen barítono de siempre, seguro en todos los registros...», «Cantó como un consagrado...», etcétera.

## Discografía recuperada
- «Calor de Nido» de Katiuska, grabado en disco de piedra en Barcelona en 1935.
- Dúo de «Luisa Fernanda» de la zarzuela del mismo nombre (segunda cara del disco anterior).
- «Así cantan los baturros» del Orfeón Zaragozano, actuando como barítono solista, con la Banda Municipal de Zaragoza, bajo la dirección de Enrique Sappetti (disco de piedra grabado en 1937).
- «Jota del 12 de Octubre» de Ramón Borobia, a 6 voces mixtas, actuando como barítono solista, con la Coral Zaragoza, bajo la dirección de José Borobia (disco grabado en vinilo en 1972).